# مدرسة سعيدية
مدرسة سعيدية هي مدرسة تاريخية تعود إلى السلالة الصفوية، وتقع في أرسنجان.